# David Re'em
David Re'em (hebrejsky: דוד ראם) je izraelský politik a bývalý poslanec Knesetu za alianci Likud-Gešer-Comet a stranu Cherut - Národní hnutí.

## Biografie
Narodil se 28. března 1953 v Haifě. Sloužil v izraelské armádě, kde dosáhl hodnosti Sergeant Major (Rav Samal Mitkadem). Vystudoval jeden rok vysoké školy v oboru právo. Pracoval pak jako starosta. Hovoří hebrejsky, arabsky a anglicky.

## Politická dráha
Byl členem sekretariátu strany Likud, vedoucího jejího arabského oddělení, místopředseda Asociace místních samospráv. Působil jako předseda výboru na podporu policistů Zevulan, předsedal Asociaci pro boj s drogami a Asociaci na podporu seniorů, zasedal ve správní radě společnosti Shikmona, ve Světové sionistické organizaci byl členem jejího finančního výboru. Byl dlouholetým starostou města Kirjat Ata.
V izraelském parlamentu zasedl po volbách v roce 1996, v nichž kandidoval za střechovou kandidátní listinu Likud-Gešer-Comet. V průběhu volebního období ale ještě s několika kolegy opustili svou stranu a založili novou politickou formaci Cherut - Národní hnutí. V Knesetu zasedal jako člen výboru pro ústavu, právo a spravedlnost, výboru státní kontroly, výboru pro vědu a technologii a výboru pro záležitosti vnitra a životního prostředí.
Ve volbách v roce 1999 nebyl zvolen.